# کنت برانا
سِر کنت چارلز برانا (انگلیسی: Sir Kenneth Charles Branagh؛ زادهٔ ۱۰ دسامبر ۱۹۶۰) بازیگر و فیلم‌ساز بریتانیایی است. او در آکادمی سلطنتی هنرهای دراماتیک آموزش دید و از سال ۲۰۱۵ رئیس این آکادمی است. جوایز دریافت‌شده از سوی او شامل یک جایزهٔ اسکار، چهار بفتا، دو امی، یک گلدن گلوب و یک لارنس الیویه می‌شوند. وی در سال ۲۰۱۲ از سوی ملکه الیزابت دوم به دریافت لقب سِر نائل آمد و در سال ۲۰۲۰ در رتبه‌بندی آیریش تایمز به‌عنوان یکی از بزرگ‌ترین بازیگران سینمایی ایرلند انتخاب شد.
شهرت او نتیجهٔ کارگردانی نسخهٔ سینمایی چندین نمایشنامه از ویلیام شکسپیر از جمله هنری پنجم(۱۹۸۹) است. برانا در این فیلم علاوه بر کارگردانی در نقش هنری پنجم نیز به عنوان بازیگر ظاهر شد و برای بهترین بازیگر نقش اول مرد و بهترین کارگردان نامزد جایزهٔ اسکار شد.
فیلم‌های هملت (۱۹۹۶) که او را برای جایزه اسکار بهترین فیلمنامه اقتباسی نامزد کرد، درد بیهوده عشق (۲۰۰۰) و همان‌طور که شما را دوست دارم (۲۰۰۶) از بهترین کارهای او هستند. وی در سال ۲۰۰۲ در فیلم هری پاتر و تالار اسرار نقش گیلدروی لاکهارت معلم دفاع در برابر جادوی سیاه را ایفا کرد که در آخر دیوانه شد و حافظه اش را از دست داد.
همچنین او برای فیلم بلفاست در هفتاد و نهمین مراسم گلدن گلوب برنده جایزه گلدن گلوب بهترین فیلمنامه شد.
او در نود و چهارمین دوره جوایز اسکار برای فیلم بلفاست نامزد دریافت ۳ جایزه اسکار شد، که در نهایت توانست برنده جایزه اسکار بهترین فیلم‌نامه غیراقتباسی شود.

## فیلم‌شناسی

### بازیگر
| سال  | عنوان                        | نقش                     | توضیحات                  |
| ---- | ---------------------------- | ----------------------- | ------------------------ |
| ۱۹۸۱ | ارابه‌های آتش                 | Cambridge student       | بدون اعتبار              |
| ۱۹۸۷ | یک ماه در کشور               | جیمز مون                |                          |
| ۱۹۸۷ | فصل بالا                     | ریک                     |                          |
| ۱۹۸۹ | هنری پنجم                    | هنری پنجم               |                          |
| ۱۹۹۱ | مرگ دوباره                   | مایک چارچ/رومن استرائوس |                          |
| ۱۹۹۲ | دوستان پیتر                  | اندرو بنسون             |                          |
| ۱۹۹۳ | هیاهوی بسیار برای هیچ        | بندیک                   |                          |
| ۱۹۹۳ | Swing Kids                   | Herr Knopp, Gestapo     | بدون اعتبار              |
| ۱۹۹۴ | فرانکنشتاین                  | ویکتور فرانکنشتاین      |                          |
| ۱۹۹۵ | اتلو                         | Iago                    |                          |
| ۱۹۹۶ | هملت                         | شاهزاده هملت            |                          |
| ۱۹۹۸ | مرد نان‌زنجبیلی               | ریک ماگرودر             |                          |
| ۱۹۹۸ | تئوری پرواز                  | ریچارد                  |                          |
| ۱۹۹۸ | ستاره                        | لی سیمون                |                          |
| ۱۹۹۸ | گزاره                        | پدر مایکل مک کینون      |                          |
| ۱۹۹۸ | The Dance of Shiva           | Colonel Evans           | فیلم کوتاه               |
| ۱۹۹۹ | مثلث عشق بیگانه              | استیفن چسترمن           | فیلم کوتاه               |
| ۱۹۹۹ | غرب وحشی وحشی                | دکتر آرلیس لاولس        |                          |
| ۲۰۰۰ | درد بیهوده عشق               | Berowne                 |                          |
| ۲۰۰۰ | به سوی الدورادو              | میگوئل                  |                          |
| ۲۰۰۰ | چگونه سگ همسایه خود را بکشید | پیتر مگ گوئن            |                          |
| ۲۰۰۰ | حصار ضدخرگوش                 | A.O. Neville            |                          |
| ۲۰۰۰ | هری پاتر و تالار اسرار       | Gilderoy Lockhart       |                          |
| ۲۰۰۴ | پنج بچه و شنی                | عمو آلبرت               |                          |
| ۲۰۰۷ | کاراگاه                      | Man on TV               | حضور افتخاری بدون اعتبار |
| ۲۰۰۸ | والکیری                      | هنینگ فون ترسکو         |                          |
| ۲۰۰۹ | قایقی که راک پخش می‌کرد       | سر آلیستر دورماندی      |                          |
| ۲۰۱۱ | Prodigal                     | مارک اسنو               | فیلم کوتاه               |
| ۲۰۱۱ | هفته‌ای که با مریلین گذراندم  | لارنس الیویه            |                          |
| ۲۰۱۲ | ستاره‌هایی در فیلم‌های کوتاه   | مارک شو                 | Compilation film         |
| ۲۰۱۴ | جک رایان: سرباز سایه         | ویکتور چروین            |                          |
| ۲۰۱۶ | Mindhorn                     | خودش                    | حضور افتخاری             |
| ۲۰۱۷ | دانکرک                       | Commander Bolton        |                          |
| ۲۰۱۷ | قتل در قطار سریع‌السیر شرق    | هرکول پوآرو             |                          |
| ۲۰۱۸ | انتقام‌جویان: جنگ ابدیت       | Asgardian               | فقط صدا                  |
| ۲۰۱۸ | همه چیز حقیقت دارد           | ویلیام شکسپیر           |                          |
| ۲۰۲۲ | تنت                          |                         |                          |
| ۲۰۲۲ | دل‌آتش                        |                         |                          |
| ۲۰۲۲ | مرگ بر روی نیل               | هرکول پوآرو             |                          |
| ۲۰۲۳ | اوپنهایمر                    | نیلز بور                |                          |
| ۲۰۲۳ | یک جن‌زدگی در ونیز            | هرکول پوآرو             |                          |

### فیلم‌ساز
| سال  | عنوان                     | کارگردان | فیلم‌نامه‌نویس | تهیه‌کننده | توضیحات    |
| ---- | ------------------------- | -------- | ------------ | --------- | ---------- |
| ۱۹۸۹ | هنری پنجم                 | آری      | آری          | نه        |            |
| ۱۹۹۱ | مرگ دوباره                | آری      | نه           | نه        |            |
| ۱۹۹۲ | دوستان پیتر               | آری      | نه           | آری       |            |
| ۱۹۹۲ | آواز قو                   | آری      | نه           | نه        | فیلم کوتاه |
| ۱۹۹۳ | هیاهوی بسیار برای هیچ     | آری      | آری          | آری       |            |
| ۱۹۹۴ | فرانکنشتاین               | آری      | نه           | نه        |            |
| ۱۹۹۵ | در چله سرد زمستان         | آری      | آری          | نه        |            |
| ۱۹۹۶ | هملت                      | آری      | آری          | نه        |            |
| ۲۰۰۰ | درد بیهوده عشق            | آری      | آری          | آری       |            |
| ۲۰۰۳ | شنیدن                     | آری      | آری          | نه        | فیلم کوتاه |
| ۲۰۰۶ | هر طور شما دوست دارید     | آری      | آری          | آری       |            |
| ۲۰۰۶ | فلوت سحرآمیز              | آری      | آری          | نه        |            |
| ۲۰۰۷ | کارآگاه                   | آری      | نه           | آری       |            |
| ۲۰۱۱ | ثور                       | آری      | نه           | نه        |            |
| ۲۰۱۴ | جک رایان: سرباز سایه      | آری      | نه           | نه        |            |
| ۲۰۱۵ | سیندرلا                   | آری      | نه           | نه        |            |
| ۲۰۱۷ | قتل در قطار سریع‌السیر شرق | آری      | نه           | آری       |            |
| ۲۰۱۸ | همه چیز حقیقت دارد        | آری      | نه           | نه        |            |
| ۲۰۲۰ | آرتمیس فاول               | آری      | نه           | آری       |            |
| ۲۰۲۱ | بلفاست                    | آری      | آری          | آری       |            |
| ۲۰۲۲ | مرگ بر روی نیل            | آری      | نه           | آری       |            |
| ۲۰۲۳ | یک جن‌زدگی در ونیز         | آری      | نه           | آری       |            |